# تراكمية (لغة)
التراكمية (بالإنجليزية: Cumulativity)‏ هو مًصطلح يُستعمل في الدلالات اللغوية [الإنجليزية] فيُقال أن التعبير X له مرجع تراكمي إذا وفقط إذا كانت الحجوزات التالية صحيحة: إذا كان X صحيحاً لكل من A و B ، فإنه ينطبق أيضاً على الجمع بين A و B.
مثال: إذا كان من الممكن القول إن كيانين منفصلين هما «الماء» فإن دمجهما في كيان واحد سينتج عنه المزيد من «المياه». إذا كان من الممكن القول بأن كيانين منفصلين هما «منزل» فلا يمكن القول إن الجمع بينهما «منزل». وبالتالي فإن كلمة «الماء» لها مرجع تراكمي في حين أن تعبير «منزل» ليس كذلك. ومع ذلك فإن صيغة الجمع «منازل» لها مرجع تراكمي. إذا كانت مجموعتان من الكيانات عبارة عن «منازل» فسيظل الجمع بينهما «منازل».
أثبتت التراكمية أنها ذات صلة بالمعالجة اللغوية لتمييز الكتلة/العدد [الإنجليزية] ولتوصيف الإغراءات النحوية.
رسمياً يمكن تعريف المسند التراكمي (بالإنجليزية: CUM)‏ على النحو التالي: حيث يكون رأس المال X متغيراً على المجموعات، و U هو عالم الخطاب، و P هي بنية جزء مجردة على U ، و {\displaystyle \oplus _{p}} هي عملية المجموع المجردة.
في العمل اللاحق، قام كاريفكا [الإنجليزية] بتعميم الفكرة على المسندات (بالإنجليزية: n-ary)‏ بناءً على ظاهرة التقدير الكمي التراكمي. على سبيل المثال يبدو أن الجملتين التاليتين متكافئتان:
- أكل جون تفاحة وأكلت ماري حبة كمثرى.
- أكل جون وماري تفاحة وكمثرى.

هذا يدل على أن علاقة «أكل» هي علاقة تراكمية. بشكل عام، يكون N-ary مسند R تراكميًا إذا وفقط إذا كانت الحجوزات التالية:

### استشهاد عام
- Krifka, Manfred (1989). "Nominal reference, temporal constitution and quantification in event semantics".

In Renate Bartsch, Johan van Benthem and Peter van Emde Boas (eds.), Semantics and Contextual Expressions 75–115. Dordrecht: Foris.
- Krifka, Manfred. 1999. "At least some determiners aren’t determiners". In The semantics/pragmatics interface from different points of view, ed. K. Turner, 257–291. North-Holland: Elsevier Science.

- Scha, Remko. 1981. "Distributive, collective, and cumulative quantification". In Formal methods in the study of language, ed. T. Janssen and M. Stokhof, 483–512. Amsterdam: Mathematical Centre Tracts.